# 撫遠街樓房爆炸大火
撫遠街樓房爆炸大火，又稱為撫遠街爆炸案，是1979年（民國68年）7月13日晚上11時25分發生於臺灣臺北市松山區撫遠街403巷的一起爆炸事件，並引發火災，造成33死20傷，並造成房屋全毀20戶、半毀6戶。

## 事件經過
爆炸案發生於7月13日深夜11時25分，撫遠街附近居民聽到連續兩聲巨響，撫遠街403巷10之1號的4層樓公寓就立刻全部陷入火海。爆炸事件中，撫遠街403巷10號的1至4樓都在爆炸中被炸穿全毀，12號1樓和2樓被炸及火燒半毀，3樓及4樓受波及；撫遠街10之1號1至4樓全毀，8之1號的1至4樓全毀；撫遠街399巷9號之1被炸及火燒半毀，爆炸的威力超過三百公斤黃色炸藥，而爆炸時火場半徑兩百公尺之內的住家門窗很多被震破。事發後有大量傷患被送至空軍總醫院、長庚醫院、台大醫院與馬偕醫院還有博仁醫院急救治療，傷患主要是嚴重的灼傷，其餘的則是被爆炸的破片所擊傷或割傷。不過，當時有部分醫院以設備不足為由拒收燒傷病患而引發爭議，僅有馬偕醫院等少數即使在病床不足的情況下全院動員收容傷患。

## 事件原因
經警方鑑識人員勘查，發生爆炸的位置點是撫遠街403巷10號經營化工原料保麗樹脂，包括色素、促進劑、硬化劑、臘等的FRP助劑及滾筒之類工具的曄星實業股份有限公司所堆積的化工原料，而曄星實業負責人於7月14日凌晨2時向臺北市政府警察局松山分局投案。警方於14日下午將曄星實業負責人依《中華民國刑法》公共危險罪嫌移送臺北地檢處偵辦，檢察官隨後下令羈押。後來經刑事警察局鑑定後指出，災變原因是曄星實業的硬化劑「過氧化甲基乙基甲酮」因貯存不當而導致發生爆炸。專家勘查鑑定結果發現，曄星實業堆積硬化劑等化工原料的房間，在爆炸時向下炸穿水泥地，直達地下室；向上則貫穿4層樓，炸出一個直徑8至10公尺的大洞。

## 救災處理
事件發生後，時任中華民國總統蔣經國和行政院院長孫運璿分別指示當時的臺北市市長李登輝妥善處理。爆炸事件發生後，有許多民眾踴躍捐輸，濟助災民慘禍。臺北市政府有關單位及地方熱心人士，在撫遠街400巷1之1號、莊敬里42鄰鄰長家中設立一個「服務救濟聯絡中心」，來到聯絡中心相款的人絡繹不絕；至7月25日為止，捐款的總額已近新台幣500餘萬元。
事後，中華民國內政部決定從速修訂《臺灣省取締藏置公共危險物品辦法》，全面清查取締住宅區內藏置公共危險物品者。孫運璿特別指示內政部應從速召開會議，邀集有關機關開會協商如何加強管理公共危險物品，以策公共安全。